# Gare d’Issoire
Gare d’Issoire – stacja kolejowa w Issoire, w departamencie Puy-de-Dôme, w regionie Owernia-Rodan-Alpy, we Francji.
Jest stacją Société nationale des chemins de fer français (SNCF), obsługiwaną przez pociągi Intercités i TER Auvergne.

## Położenie
Znajduje się na wysokości 386 m n.p.m., na km 454,453 linii Saint-Germain-des-Fossés – Nîmes, pomiędzy przystankami Parent - Coudes - Champeix i Le Breuil-sur-Couze.